# Tengerita-(Y)
La tengerita-(Y) és un mineral de la classe dels carbonats, que pertany al grup de la tengerita. Originàriament anomenada per James D. Dana i George J. Brush l'any 1868 per C. Tenger, químic suec que va descriure el mineral juntament amb Adolf Ferdinand Svanberg.

## Característiques
La tengerita-(Y) és un carbonat de fórmula química Y₂(CO₃)₃·2-3H₂O. Va ser aprovada per l'Associació Mineralògica Internacional com a espècie vàlida l'any 1993. Cristal·litza en el sistema ortoròmbic, normalment en forma de capa blanca o en pols blanca. Rarament es troba de manera mamil·lar amb estructura interna fibrosa radial, d'aproximadament 1 mil·límetre.
Segons la classificació de Nickel-Strunz, la tengerita-(Y) pertany a «05.CC - Carbonats sense anions addicionals, amb H₂O, amb elements de terres rares (REE)» juntament amb els següents minerals: donnayita-(Y), ewaldita, mckelveyita-(Y), weloganita, kimuraïta-(Y), lokkaïta-(Y), shomiokita-(Y), calkinsita-(Ce), lantanita-(Ce), lantanita-(La), lantanita-(Nd), adamsita-(Y), decrespignyita-(Y) i galgenbergita-(Ce).

## Formació i jaciments
Es troba en pegmatites de granit riques en terres rares, normalment en forma de capa d'alteració en minerals d'itri. Sol trobar-se associada a altres minerals com: gadolinita-(Y), lokkaïta-(Y), kimuraïta-(Y), bastnäsita-(Ce), calcita i quars. Va ser descoberta l'any 1838 a Ytterby, Resarö (Uppland, Suècia).